# Pierre-François-Marie-Joseph Garbay
Pierre-François-Marie-Joseph Garbay, francoski general, * 1903, † 1980.